# Xã Grant, Quận Osage, Kansas
Xã Grant (tiếng Anh: Grant Township) là một xã thuộc quận Osage, tiểu bang Kansas, Hoa Kỳ. Năm 2010, dân số của xã này là 266 người.